# Ctenus marginatus
Ctenus marginatus är en spindelart som beskrevs av Charles Athanase Walckenaer 1847. Ctenus marginatus ingår i släktet Ctenus och familjen Ctenidae. Inga underarter finns listade i Catalogue of Life.